# Ефект Бормана
Ефект Бормана (або ефект Бормана-Кемпбелла на честь Герхарда Бормана і Герберта Н. Кемпбелла) — це аномальне збільшення інтенсивності рентгенівського випромінювання, що проходить через кристал, коли його налаштовують на відбиття Брегга.
Ефект Бормана — різке збільшення прозорості у рентгенівських променях, яке спостерігається, коли рентгенівські промені, що задовольняють умові Брегга, дифрагують через ідеальний кристал. Мінімізацію поглинання, що спостерігається в ефекті Бормана, було пояснено тим, що електричне поле рентгенівського променя наближається до нульової амплітуди в площинах кристалів, таким чином уникаючи атомів.